# Comuna Mariivka, Novomîrhorod
Mariivka (în ucraineană Мар`ївка) este o comună în raionul Novomîrhorod, regiunea Kirovohrad, Ucraina, formată din satele Juravka și Mariivka (reședința).

## Demografie
Componența lingvistică a comunei Mariivka
     Ucraineană (93,8%)
     Rusă (3,1%)
     Română (1,16%)
     Belarusă (1,16%)
Conform recensământului din 2001, majoritatea populației comunei Mariivka era vorbitoare de ucraineană (93,8%), existând în minoritate și vorbitori de rusă (3,1%), română (1,16%) și belarusă (1,16%).